# آلن (نبراسکا)
آلن(به انگلیسی: Allen) شهری در ایالت نبراسکا کشور ایالات متحده آمریکا است که جمعیت آن در سرشماری سال ۲۰۱۰ میلادی، ۳۷۷ نفر بوده‌است.